# Goślinowo
Goślinowo – wieś w Polsce położona w województwie wielkopolskim, w powiecie gnieźnieńskim, w gminie Gniezno. Od południa graniczy z Gnieznem.
W latach 1954–1961 wieś należała i była siedzibą władz gromady Goślinowo, po jej zniesieniu w gromadzie Skiereszewo. W latach 1975–1998 miejscowość administracyjnie należała do województwa poznańskiego.
W 2021 wieś liczyła 1456 mieszkańców.
We wsi znajduje się obelisk upamiętniający Ksawerego Zakrzewskiego. W Goślinowie urodził się Eugeniusz Czajka olimpijczyk, wielokrotny reprezentant kraju w hokeju na trawie, „Zasłużony Mistrz Sportu”.